# 41. Szaturnusz-gála
A 41. Szaturnusz-gála a 2014-es év legjobb filmes és televíziós sci-fi, horror és fantasy alakításait értékelte. A díjátadót 2015. június 25-én tartották a kaliforniai Burbankben. A jelöltek listáját 2015. március 3-án hozták nyílvánosságra.

## Győztesek és jelöltek
Forrás:

### Film
| Legjobb sci-fi-film | Legjobb fantasyfilm |
| --- | --- |
| - Csillagok között - A majmok bolygója: Forradalom - A holnap határa - Godzilla - Az éhezők viadala: A kiválasztott – 1. rész - A zéró elmélet | - A hobbit: Az öt sereg csatája - Birdman avagy (A mellőzés meglepő ereje) - A Grand Budapest Hotel - Vadregény - Demóna - Paddington |
| Legjobb horrorfilm | Legjobb filmthriller |
| - Az ismeretlen Drakula - Annabelle - A Babadook - Szarvak - Halhatatlan szeretők - A megtisztulás éjszakája: Anarchia | - Holtodiglan - Amerikai mesterlövész - A védelmező - The Guest - Kódjátszma - Éjjeli féreg |
| Legjobb akciófilm vagy kalandfilm | Legjobb nemzetközi film |
| - Rendíthetetlen - Exodus: Istenek és királyok - Beépített hiba - Lucy - Noé - Snowpiercer – Túlélők viadala | - A mindenség elmélete - Madarak és emberek - Kálvária - Lavina - Tajtékos napok - A háború démonjai |
| Legjobb animációs film | Legjobb képregény-adaptáció |
| - A Lego-kaland - Hős6os - Doboztrollok - Így neveld a sárkányodat 2. - Szél támad | - A galaxis őrzői - A csodálatos Pókember 2. - Amerika Kapitány: A tél katonája - X-Men: Az eljövendő múlt napjai |
| Legjobb rendező | Legjobb forgatókönyv |
| - James Gunn – A galaxis őrzői - Alejandro G. Iñárritu – Birdman avagy (A mellőzés meglepő ereje) - Doug Liman – A holnap határa - Christopher Nolan – Csillagok között - Matt Reeves – A majmok bolygója: Forradalom - Joe Russo, Anthony Russo – Amerika Kapitány: A tél katonája - Bryan Singer – X-Men: Az eljövendő múlt napjai | - Christopher Nolan, Jonathan Nolan – Csillagok között - Christopher Markus és Stephen McFeely – Amerika Kapitány: A tél katonája - Christopher McQuarrie, Jez Butterworth, John-Henry Butterworth – A holnap határa - Wes Anderson – A Grand Budapest Hotel - James Gunn, Nicole Perlman – A galaxis őrzői - Fran Walsh, Philippa Boyens, Peter Jackson, Guillermo del Toro – A hobbit: Az öt sereg csatája - Damien Chazelle – Whiplash |
| Legjobb férfi főszereplő | Legjobb női főszereplő |
| - Chris Pratt – A galaxis őrzői (eter Quill / Űrlord) - Tom Cruise – A holnap határa (William Cage) - Chris Evans – Amerika Kapitány: A tél katonája (Steve Rogers / Amerika Kapitány) - Jake Gyllenhaal – Éjjeli féreg (Louis "Lou" Bloom) - Michael Keaton – Birdman avagy (A mellőzés meglepő ereje) (Riggan Thomson) - Matthew McConaughey – Csillagok között (Joseph Cooper) - Dan Stevens – The Guest (David Collins) | - Rosamund Pike – Holtodiglan (Amy Dunne) - Emily Blunt – A holnap határa (Rita Vrataski) - Essie Davis – A Babadook (Amelia Vanek) - Anne Hathaway – Csillagok között (Amelia Brand) - Angelina Jolie – Demóna (Demóna) - Jennifer Lawrence – Az éhezők viadala: A kiválasztott – 1. rész (Katniss Everdeen) |
| Legjobb férfi mellékszereplő | Legjobb női mellékszereplő |
| - Richard Armitage – A hobbit: Az öt sereg csatája (Tölgypajzsos Thorin) - Josh Brolin – Beépített hiba (Christian F. "Nagyláb" Bjornsen) - Samuel L. Jackson – Amerika Kapitány: A tél katonája (Nick Fury) - Anthony Mackie – Amerika Kapitány: A tél katonája (Sam Wilson / Sólyom) - Andy Serkis – A majmok bolygója: Forradalom (Caesar) - J. K. Simmons – Whiplash (Terrence Fletcher) | - Rene Russo – Éjjeli féreg (Nina Romina) - Jessica Chastain – Csillagok között (Murphy "Murph" Cooper) - Scarlett Johansson – Amerika Kapitány: A tél katonája (Natasha Romanoff / Fekete Özvegy) - Evangeline Lilly – A hobbit: Az öt sereg csatája (Tauriel) - Emma Stone – Birdman avagy (A mellőzés meglepő ereje) (Sam Thomson) - Meryl Streep – Vadregény (A banya)                                                                |
| Legjobb fiatal színész | Legjobb filmzene |
| - Mackenzie Foy – Csillagok között (Murphy "Murph" Cooper) - Elle Fanning – Demóna (Aurora) - Chloë Grace Moretz – A védelmező (Alina) - Tony Revolori – A Grand Budapest Hotel (Zero Moustafa) - Kodi Smit-McPhee – A majmok bolygója: Forradalom (Alexander) - Noah Wiseman – A Babadook (Samuel Vanek) | - Hans Zimmer – Csillagok között - Henry Jackman – Amerika Kapitány: A tél katonája - Michael Giacchino – A majmok bolygója: Forradalom - Alexandre Desplat – Godzilla - Howard Shore – A hobbit: Az öt sereg csatája - John Powell – Így neveld a sárkányodat 2. |
| Legjobb vágás | Legjobb látványtervezés |
| - James Herbert, Laura Jennings – A holnap határa - Jeffrey Ford, Matthew Schmidt – Amerika Kapitány: A tél katonája - Fred Raskin, Craig Wood, Hughes Winborne – A galaxis őrzői - Lee Smith – Csillagok között - Tim Squyres, William Goldenberg – Rendíthetetlen - John Ottman – X-Men: Az eljövendő múlt napjai | - Nathan Crowley – Csillagok között - Peter Wenham – Amerika Kapitány: A tél katonája - James Chinlund – A majmok bolygója: Forradalom - Adam Stockhausen – A Grand Budapest Hotel - Charles Wood – A galaxis őrzői - Dennis Gassner – Vadregény |
| Legjobb jelmez | Legjobb smink |
| - Ngila Dickson – Az ismeretlen Drakula - Janty Yates – Exodus: Istenek és királyok - Alexandra Byrne – A galaxis őrzői - Colleen Atwood – Vadregény - Anna B. Sheppard – Demóna - Louise Mingenbach – X-Men: Az eljövendő múlt napjai | - David White, Elizabeth Yianni-Georgiou – A galaxis őrzői - Bill Terezakis, Lisa Love – A majmok bolygója: Forradalom - Mark Coulier, Daniel Phillips – Az ismeretlen Drakula - Peter King, Rick Findlater, Gino Acevedo – A hobbit: Az öt sereg csatája - Peter King, Matthew Smith – Vadregény - Adrien Morot, Norma Hill-Patton – X-Men: Az eljövendő múlt napjai                                                                     |
| Legjobb különleges effektek | Legjobb független film |
| - Paul Franklin, Andrew Lockley, Ian Hunter,Scott Fisher – Csillagok között - Dan DeLeeuw, Russell Earl, Bryan Grill, Dan Sudick – Amerika Kapitány: A tél katonája - Joe Letteri, Dan Lemmon, Daniel Barrett, Erik Winquist – A majmok bolygója: Forradalom - Gary Brozenich, Nick Davis, Jonathan Fawkner, Matthew Rouleau – A holnap határa - Stephane Ceretti, Nicolas Aithadi , Jonathan Fawkner, Paul Corbould – A galaxis őrzői - Joe Letteri, Eric Saindon, David Clayton, R. Christopher White – A hobbit: Az öt sereg csatája | - Whiplash - Hibátlan előadás - A szem tükrében - Egy durva év - Egyetlen szerelmem - Kétarcú január |

### Televízió

#### Műsorok
| Legjobb televíziós sorozat | Legjobb kábeltelevíziós sorozat |
| --- | --- |
| - Hannibal (NBC) - Feketelista (NBC) - Gyilkos hajsza (Fox) - Grimm (NBC) - A célszemély (CBS) - Az Álmosvölgy legendája (Fox)                                                                | - The Walking Dead (AMC) - Amerikai Horror Story: Rémségek cirkusza (FX) - Continuum (SyFy) - Éghasadás (TNT) - Salem (WGN America) - The Strain – A kór (FX) - 12 majom (SyFy) |
| Legjobb televíziós műsor | Legjobb televíziós szuperhős-adaptáció sorozat |
| - Trónok harca (HBO) - Bates Motel – Psycho a kezdetektől (A&E) - Alkonyattól pirkadatig (El Rey Network) - Az utolsó remény (TNT) - A titkok könyvtára (TNT) - Outlander – Az idegen (Starz) | - Flash – A Villám (The CW) - Carter ügynök (ABC) - A S.H.I.E.L.D. ügynökei (ABC) - A zöld íjász (The CW) - Constantine (NBC) - Gotham (Fox)                                    |
| Legjobb fiataloknak szóló sorozat | |
| - A visszatérők (The CW) - Ki vagy, doki? (BBC America) - Hazug csajok társasága (ABC Family) - Odaát (The CW) - Teen Wolf – Farkasbőrben (MTV) - Vámpírnaplók (The CW)                       | |

#### Színészek
| Legjobb televíziós színész | Legjobb televíziós színésznő |
| --- | --- |
| - Hugh Dancy – Hannibal (NBC) (Will Graham) (döntetlen) - Andrew Lincoln – The Walking Dead (AMC) (Rick Grimes) (döntetlen) - Grant Gustin – Flash – A Villám (The CW) (Barry Allen / Flash) - Tobias Menzies – Outlander - Az idegen (Starz) (Frank Randall) - Mads Mikkelsen – Hannibal (NBC) (Hannibal Lecter) - Noah Wyle – Éghasadás (TNT) (Tom Mason)                        | - Caitríona Balfe – Outlander - Az idegen (Starz) (Claire Fraser) - Hayley Atwell – Carter ügynök (ABC) (Peggy Carter) - Vera Farmiga – Bates Motel – Psycho a kezdetektől (A&E) (Norma Bates) - Jessica Lange – Amerikai Horror Story: Rémségek cirkusza (FX) (Elsa Mars) - Rachel Nichols – Continuum (SyFy) (Kiera Cameron) - Rebecca Romijn – A titkok könyvtára (TNT) (Eve Baird) |
| Legjobb televíziós férfi mellékszereplő | Legjobb televíziós női mellékszereplő |
| - Laurence Fishburne – Hannibal (NBC) (Jack Crawford) - David Bradley – The Strain – A kór (FX) (Abraham Setrakian) - Sam Heughan – Outlander - Az idegen (Starz) (Jamie Fraser) - Erik Knudsen – Continuum (SyFy) (Alec Sadler) - Norman Reedus – The Walking Dead (AMC) (Daryl Dixon) - Richard Sammel – The Strain – A kór (FX) (Thomas Eichorst)                               | - Melissa McBride – The Walking Dead (AMC) (Carol Peletier) - Emilia Clarke – Trónok harca (HBO) (Daenerys Targaryen) - Jenna Coleman – Ki vagy, doki? (BBC America) (Clara Oswald) - Caroline Dhavernas – Hannibal (NBC) (Dr. Alana Bloom) - Lexa Doig – Continuum (SyFy) (Sonya Valentine) - Emily Kinney – The Walking Dead (AMC) (Beth Greene)                                     |
| Legjobb televíziós vendégszereplő | Legjobb fiatal színész (televíziós sorozat) |
| - Wentworth Miller – Flash – A Villám (The CW) (Leonard Snart / Fagykapitány) - Dominic Cooper – Carter ügynök (ABC) (Howard Stark) - Neil Patrick Harris – Amerikai Horror Story: Rémségek cirkusza (FX) (Chester Creb) - John Larroquette – A titkok könyvtára (TNT) (Jenkins) - Michael Pitt – Hannibal (NBC) (Mason Verger) - Andrew J. West – The Walking Dead (AMC) (Gareth) | - Maisie Williams – Trónok harca (HBO) (Arya Stark) - Camren Bicondova – Gotham (Fox) (Selina Kyle) - Maxim Knight – Éghasadás (TNT) (Matt Mason) - Tyler Posey – Teen Wolf – Farkasbőrben (MTV) (Scott McCal)l - Chandler Riggs – The Walking Dead (AMC) (Carl Grimes) - Holly Taylor – Foglalkozásuk: amerikai (FX) (Paige Jennings)                                                 |

### Házimozi
| Legjobb DVD vagy Blu-ray | Legjobb speciális kiadású DVD vagy Blu-ray |
| --- | --- |
| - Odd Thomas – A halottlátó - A föld mélyén - A múlt hamvai - A Ragnarok-rejtély - White Bird in a Blizzard - Wolf Creek 2. | - Az éjszaka szülöttei: The Director's Cut - Nagy Sándor, a hódító: The Ultimate Cut - A hobbit: Smaug pusztasága: Extended Edition - Volt egyszer egy Amerika: Extended Director's Cut - A félelem ára - A texasi láncfűrészes mészárlás: 40th Anniversary Collector's Edition          |
| Legjobb DVD vagy Blu-ray gyűjtemény | Legjobb televíziós műsor DVD vagy Blu-ray |
| - Halloween: A teljes gyűjtemény (Halloween – A rémület éjszakája, Halloween 2. (1981), Halloween 3. – Boszorkányos időszak, Halloween 4., Halloween 5., Halloween – Az átok beteljesül, H20 – Halloween húsz évvel később, Halloween – Feltámadás, Halloween (2007), Halloween 2. (2009)) - Az ördögűző: A teljes antológia (Az ördögűző, Az ördögűző 2. – Az eretnek, Ördögűző 3., Az ördögűző: A kezdet, Ördögűző: Dominium) - Stanley Kubrick-gyűjtemény (Lolita, Dr. Strangelove, avagy rájöttem, hogy nem kell félni a bombától, meg is lehet szeretni, 2001: Űrodüsszeia, Mechanikus narancs, Barry Lyndon, Ragyogás, Acéllövedék, Tágra zárt szemek) - Steven Spielberg rendezői gyűjtemény (Párbaj, Sugarlandi hajtóvadászat, A cápa, Meztelenek és bolondok, E. T., a földönkívüli, Örökké, Jurassic Park, Az elveszett világ: Jurassic Park) - Toho Godzilla-gyűjtemény (Godzilla, Godzilla újra támad, Mothra vs. Godzilla, Ghidora, a háromfejű szörny, Invasion of Astro-Monster, Terror of Mechagodzilla) - Universal Monsters: 30 filmes gyűjtemény (Drakula, Frankenstein, A múmia, A láthatatlan ember, Frankenstein menyasszonya, A londoni vérfarkas, Drakula lánya, Frankenstein fia, A láthatatlan ember visszatér, A láthatatlan asszony, A múmia bosszúja, A farkasember, Frankenstein szelleme, The Mummy's Ghost, The Mummy's Tomb, Invisible Agent, Az operaház fantomja, Frankenstein találkozik a farkasemberrel, Drakula fia, Frankenstein háza, The Mummy's Curse, The Invisible Man's Revenge, Drakula háza, A londoni Farkasnémber, Abbott and Costello Meet Frankenstein, Abbott és Costello találkozik a láthatatlan emberrel, A fekete lagúna szörnye, Abbott és Costello találkozik a múmiával, Revenge of the Creature, The Creature Walks Among Us) | - Twin Peaks: A teljes gyűjtemény (Twin Peaks: 1-2. évad, Twin Peaks – Tűz, jöjj velem!) - Batman: A teljes sorozat - Hannibal: 2. évad - Merlin kalandjai: A teljes sorozat - Spartacus: A teljes sorozat - Star Trek: Az új nemzedék: 7. évad - Wizards and Warriors: A teljes sorozat |

### Különdíj
- Artist Showcase Award: Noah Wyle
- Breakthrough Performance Award: Grant Gustin (The Flash)
- The Dan Curtis Legacy Award: Carlton Cuse
- Special Recognition Award: Continuum

## Fordítás
- Ez a szócikk részben vagy egészben  a(z)   41st Saturn Awards című angol Wikipédia-szócikk fordításán alapul.  Az eredeti cikk szerkesztőit annak laptörténete sorolja fel. Ez a jelzés csupán a megfogalmazás eredetét és a szerzői jogokat jelzi, nem szolgál a cikkben szereplő információk forrásmegjelöléseként.